# Stupid White Men

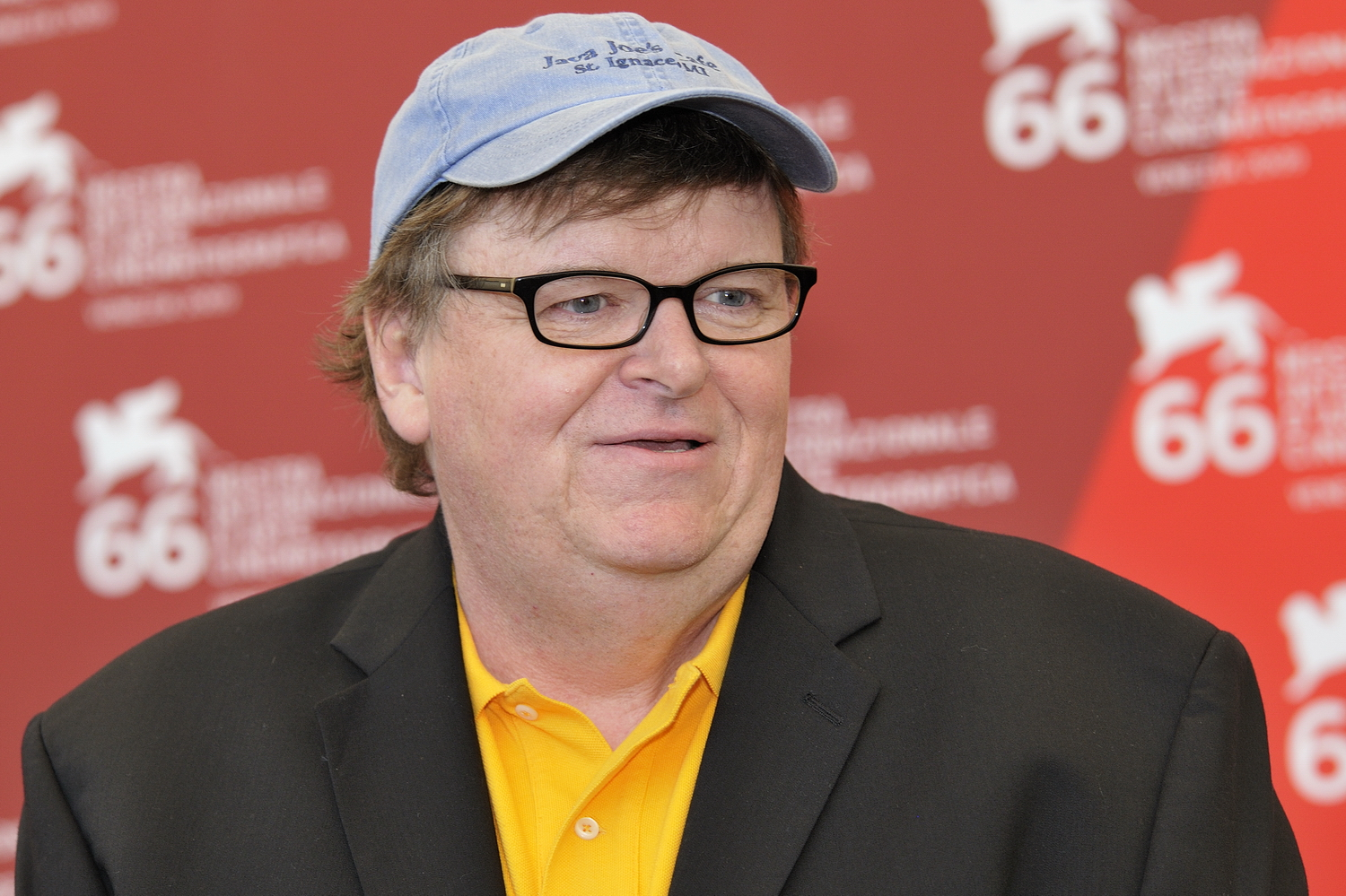
Michael Moore bei den 66. Internationalen Filmfestspielen von Venedig.

Stupid White Men ist das dritte Buch von Michael Moore, in dem er sich mit der Regierung von George W. Bush im Besonderen und mit der gesellschaftlichen Lage in den USA im Allgemeinen kritisch auseinandersetzt. Der vollständige Titel lautet: Stupid White Men: And Other Sorry Excuses for the State of the Nation. Es war lange Zeit Bestseller sowohl in deutschen Sachbuchlisten, als auch in den USA selbst, Großbritannien und Irland. In Deutschland war es 40 Wochen lang im Jahr 2003 auf dem Platz 1 der Spiegel-Bestsellerliste.
Das Buch wurde vor dem 11. September 2001 geschrieben und auch gedruckt (die erste Auflage, 50.000 Exemplare, verließ am 10. September 2001 die Druckerei). Es wurde vom Verlag (ReganBooks/HarperCollins Publishers) jedoch zurückgehalten und erst kurze Zeit nach dem 1. Dezember 2001 vertrieben. Am Abend des 1. Dezember 2001 hatte Michael Moore aus dem – bis dahin noch nicht erhältlichen Buch – öffentlich gelesen. Dies löste – obwohl kein Pressevertreter anwesend war – innerhalb weniger Tage so viel Wirbel aus, dass das Buch dann doch in den Vertrieb gegeben wurde, und schnell in verschiedenen Bestenlisten Platz 1 erreichte.
Der Verlag hatte vorher von Michael Moore verlangt, einen Großteil des Buches umzuschreiben und viele 'unpassende' Formulierungen zu entschärfen oder zu streichen. Die bereits gedruckten Exemplare sollten vernichtet werden.
Einige Thesen des Buches dürften sich in der Folge des 11. September 2001 wohl schneller bewahrheitet haben, als es selbst die Satire vorhersagte. Dazu zählt insbesondere die Einschränkung der Bürgerrechte durch verschiedene Gesetze, wie z. B. dem USA PATRIOT Act.

## Inhalt
Michael Moore thematisiert auf humorvoll-satirische Weise viele umstrittene Problemfelder der US-amerikanischen Gesellschaft: schlechte Schulbildung, schlechte – da hauptsächlich für Lobbyfirmen gemachte – Politik (viele Politiker sind Aufsichtsräte, Chefs o. ä. in US-amerikanischen Firmen), Rassismus, mangelnden Umweltschutz, Fehlurteile und Missstände in der Justiz etc. Dem Buch werden allerdings einige faktische Ungenauigkeiten vorgeworfen.

### Ein sehr amerikanischer Coup
Das Buch behandelt zunächst die Umstände der Wahl George W. Bushs zum Präsidenten der USA. Moore versucht zu zeigen, dass die Bush-Regierung nicht nur durch die Auszählung fragwürdig ins Amt kam, sondern bereits im Vorfeld potentielle Wähler der demokratischen Partei in Florida (dessen Gouverneur der Bruder George W. Bushs, Jeb Bush, war) vom Ausüben ihres Wahlrechts abgehalten wurden. Davon, beziehungsweise von der fehlenden Empörung über diesen Umstand, ausgehend argumentiert Moore, die USA seien in ihren demokratischen Werten einer so genannten Bananenrepublik äquivalent. Die Verflechtungen praktisch aller Mitglieder der Regierung mit der Erdöl- und Waffenindustrie dienen der Stützung dieser These. Moore bittet schließlich die Vereinten Nationen um militärischen Beistand und Befreiung.

### Los, killt die Weißen!
Mit Hinweis auf bereits erfolgte Rassenunruhen empfiehlt Moore allen seinen weißen Landsleuten im weiteren, ihre Privilegien um des eigenen Überlebens willen aufzugeben, den Wohlstand des Landes nicht weiter zu monopolisieren, und statt nur auf Gleichbehandlung lieber sogar auf die strikte Bevorzugung der bislang zu kurz Gekommenen zu setzen.

### Wir sind die Nummer eins
In diesem Kapitel wird die Weltmachtstellung der USA sehr kritisch beleuchtet und teilweise auf sehr ironische Weise auf die Schippe genommen. Moore lässt aber auch den Rest der Welt nicht ungeschoren davonkommen, besonders die Parteien des Nahostkonfliktes, die Staaten Ex-Jugoslawiens, und die Herrscher Nordkoreas oder des Irans und des Iraks werden nicht von wohlmeinenden Ratschlägen verschont, die Waffen aus der Hand zu legen und sich endlich so zu benehmen, wie man es von seiner Mutter gelernt habe.

### Demokraten – ein hoffnungsloser Fall
Im Kapitel „Demokraten – ein hoffnungsloser Fall“ zeigt Moore die Verquickungen zwischen Demokraten und Republikanern und die Gemeinsamkeiten ihrer Politik auf. Die Republikaner, so behauptet er, sagten den Menschen ihre Ziele öffentlich, während sich die Demokraten verstellten und leere Wahlversprechen machten, die sie dann doch nicht erfüllten.

### Ein Gebet für die Menschheit
Das Kapitel „Das Gebet für die Menschheit“ ist ein sarkastisches und ironisches Bittgebet an Gott (Jahwe), den Politikern und anderen führenden Männern in der Welt Krankheiten und andere Plagen zu schicken, um sie zum Mitgefühl und zur Hilfe für die Benachteiligten zu bewegen.

### Tallahassee Hi-Ho
Man erfährt, dass Moore als Wahlkampfkoordinator Ralph Nader, den Präsidentschaftskandidaten der Amerikanischen Grünen Partei, unterstützt hat.

## Trivia
Stupid white men – zu deutsch weiße Blödmänner oder dumme weiße Männer – ist kein zufällig gewählter Ausdruck. Diese Bezeichnung hat sich im angloamerikanischen Sprachraum deshalb eingebürgert, weil sie von der indianischen Urbevölkerung Amerikas stammt, welche diese aufgrund des miteinander unvereinbar aufeinanderprallenden Kulturunterschieds zwischen Weißen (Eroberern, Missionaren, Eisenbahnern, Industriellen, Landwirten usw.) und ihnen verwendete. Weiße reagierten mit Unverständnis über Riten und Gebräuche der Urbevölkerung sowohl während der Eroberungen und Erschließungen des Landes vergangener Jahrhunderte als auch heute bei Versuchen der Urbanisierung der restlichen Rückzugsgebiete der Indianer. Zu den Riten und Gebräuchen der Indianer gehör(t)en z. B. das Besingen von Ackerland zur Erzielung besserer Ernten, Heilkunde, Umgang mit der Natur und Umwelt, Bewahrung kulturellen Wissens über mündlich überlieferte Traditionen und allem voran deren meist polytheistische Religionsformen. Unverständnis der beiden Kulturwelten rührt u. a. auch daher, dass es rein sprachlich nur selten Begriffe und Wörter gibt, die eine Übersetzung – besser noch eine semantische Übertragung – ermöglichen und mit der englischen Sprache kaum etwas treffend so erfasst werden kann, wie es die jeweilige Indianersprache impliziert.